# Gouverneurswahlen in den Vereinigten Staaten 2010

Endergebnis der Gouverneurswahlen in den Vereinigten Staaten 2010:
Demokrat bestätigt
Zugewinn der Demokraten
Republikaner bestätigt
Zugewinn der Republikaner
Zugewinn eines Unabhängigen
keine Gouverneurswahl im Jahr 2010

Die Gouverneurswahlen in den Vereinigten Staaten 2010 fanden am Dienstag, 2. November 2010, in 37 Bundesstaaten statt. Zusätzlich wurden die Gouverneure von Guam und der Virgin Islands sowie der Bürgermeister von Washington, D.C. gewählt. Im Ergebnis waren überwiegend die Kandidaten der Republikanischen Partei erfolgreich. Während vor den Wahlen das Verhältnis demokratischer zu republikanischen Gouverneuren 19 : 18 betrug, lag es nach den Wahlen bei 13:23 (ein unabhängiger Kandidat war erfolgreich). Allerdings konnten die Demokraten den bevölkerungsreichen Staat Kalifornien neu für sich gewinnen.

## Besonderheiten der Wahl

Karte der Gouverneurswahlen in den Vereinigten Staaten 2010:
Demokratischer Amtsinhaber
Demokratischer Amtsinhaber kandidierte nicht erneut
Republikanischer Amtsinhaber
Republikanischer Amtsinhaber kandidierte nicht erneut
Amtsinhaber aus der Republikanischen Partei ausgetreten, kandidierte nicht erneut.
keine Gouverneurswahl im Jahr 2010

In den meisten Bundesstaaten sind einem Gouverneur durch die Verfassung nur maximal zwei Amtsperioden (8 Jahre Amtszeit) erlaubt (term limit). Bei den Gouverneurswahlen 2010 können aufgrund solcher Limitierungen 16 amtierende Gouverneure nicht erneut kandidieren. In den anderen 20 Staaten ist den amtierenden Gouverneuren eine weitere Amtszeit verfassungsrechtlich möglich. Eine Besonderheit bilden die Staaten Vermont und New Hampshire, in denen die Gouverneure nur eine zweijährige Amtsperiode haben (jedoch dafür keine term limit Beschränkungen).

### Demokratische Gouverneure, die nicht erneut kandidieren konnten
- John Baldacci in Maine
- Jennifer Granholm in Michigan
- Bill Richardson in New Mexico
- Brad Henry in Oklahoma
- Ted Kulongoski in Oregon
- Ed Rendell in Pennsylvania
- Phil Bredesen in Tennessee
- Dave Freudenthal in Wyoming

### Republikanische Gouverneure, die nicht erneut kandidieren konnten
- Bob Riley in Alabama
- Arnold Schwarzenegger in Kalifornien
- Sonny Perdue in Georgia
- Linda Lingle in Hawaii
- Donald Carcieri in Rhode Island
- Mark Sanford in South Carolina
- Mike Rounds in South Dakota

### Demokratische Gouverneure, die erneut kandidierten
- Mike Beebe in Arkansas
- Bill Ritter in Colorado
- Pat Quinn in Illinois
- Chet Culver in Iowa
- Mark Parkinson in Kansas
- Martin O’Malley in Maryland
- Deval Patrick in Massachusetts
- John Lynch in New Hampshire
- David Paterson in New York
- Ted Strickland in Ohio
- Jim Doyle in Wisconsin

Bill Ritter, Mark Parkinson und Jim Doyle hatten bereits angekündigt, dass sie nicht erneut zur Wahl antreten würden.

### Republikanische Gouverneure, die erneut kandidierten
- Sean Parnell in Alaska
- Jan Brewer in Arizona
- Mary Jodi Rell in Connecticut
- Butch Otter in Idaho
- Tim Pawlenty in Minnesota
- Dave Heineman in Nebraska
- Jim Gibbons in Nevada
- Rick Perry in Texas
- Gary Herbert in Utah
- Jim Douglas in Vermont

Mary Jodi Rell, Tim Pawlenty und Jim Douglas hatten angekündigt, dass sie sich nicht erneut um das Amt bewerben würden.

### Parteiloser Gouverneur, der nicht erneut kandidierte
- Charlie Crist in Florida

Charlie Crist trat im Mai 2010 aus der Republikanischen Partei aus und strebt als Unabhängiger eine Kandidatur zum Senat an.

## Die Staaten im Überblick

### Alabama
Amtsinhaber Bob Riley konnte nach zweimaliger Wahl nicht erneut antreten. Für die Republikaner kandidierte Robert J. Bentley, Abgeordneter im Repräsentantenhaus von Alabama, für die Demokraten der amtierende Landwirtschafts- und Industrieminister (Commissioner of Agriculture and Industries) Ron Sparks. Umfragen sahen Bentley deutlich vor Sparks.
Bentley gewann schließlich mit 58 % der Stimmen.

### Alaska
Sean Parnell, der während der laufenden Amtsperiode das Amt von der zurückgetretenen Sarah Palin übernommen hat, bewarb sich um eine eigene volle Amtszeit; für die Vorwahlen seiner Partei war er klarer Favorit. Bei den Demokraten bewarben sich Ethan Berkowitz, ehemaliges Mitglied des Repräsentantenhauses von Alaska, sowie Staatssenator Hollis French. In Umfragen lag Parnell deutlich vor Berkowitz und French.
Der Amtsinhaber wurde mit 59 % der Stimmen wiedergewählt, Berkowitz kam auf 38 %.

### Arizona
Jan Brewer, als Secretary of State für die zur Ministerin für Innere Sicherheit ernannte Janet Napolitano ins Gouverneursamt nachgerückt, stand für eine eigene komplette Amtsperiode bereit. Für die Demokraten hatte nur Terry Goddard, der Attorney General des Staates, seine Kandidatur angekündigt. Ein neues Einwanderungsgesetz in Arizona, verabschiedet von den Republikanern, führte zu steigender Popularität von Brewer, die zuletzt in Umfragen etwa 15–20 % vor Goddard lag.
Brewer erreichte bei der Wahl knapp 55 %.

### Arkansas
Der demokratische Gouverneur Mike Beebe trat erneut an. Sein republikanischer Herausforderer war Staatssenator Jim Keet. Beebe lag in Umfragen deutlich vor Keet.
Fast zwei Drittel der Wähler entschieden sich für Beebe.

### Colorado
Bill Ritter gab im Januar 2010 bekannt, dass er sich nicht erneut für das Gouverneursamt bewerben wird. So wurde für die Demokraten John Hickenlooper, der Bürgermeister von Denver, nominiert. Als sein wahrscheinlichster Gegenkandidat galt lange der ehemalige republikanische Kongressabgeordnete Scott McInnis, doch dieser verlor die Vorwahlen äußerst knapp gegen den von der Tea-Party-Bewegung unterstützten Dan Maes, einen Geschäftsmann ohne politische Erfahrung.
Colorado galt als Swing State, als heiß umkämpfter Staat zwischen Demokraten und Republikanern. So zeichnete sich nach Umfragen auch ein knappes Rennen zwischen Hickenlooper und Maes ab, bei dem entscheidend gewesen sein könnte, dass der frühere republikanische Kongressabgeordnete Tom Tancredo angekündigt hat, für die Constitution Party anzutreten, womit er das konservative Lager spaltete. Hickenlooper kam auf knapp über 50 %, Tancredo auf 37 %, Maes auf 11 %.

### Connecticut
Die Nachfolge der nicht mehr kandidierenden Gouverneurin Mary Jodi Rell wollte Vizegouverneur Michael Fedele antreten, doch er unterlag bei der Abstimmung beim republikanischen Parteitag dem früheren Botschafter in Irland, Thomas C. Foley.
Bei der Demokratischen Partei galt die Secretary of State, Susan Bysiewicz, zunächst als Favoritin, doch sie erklärte im Januar 2010 ihren Verzicht, um stattdessen als Attorney General zu kandidieren. Daraufhin wurden zunächst dem ehemaligen Senatskandidaten Ned Lamont gute Chancen eingeräumt, der letztlich bei der State Convention der Demokraten deutlich gegen den Bürgermeister von Stamford, Dan Malloy, verlor. In einer Umfrage vom August 2010 lag Malloy 15 Prozentpunkte vor Foley.
Am Wahltag lag Malloy dann nur knapp 7000 Stimmen vor Foley (49,6 zu 48,9 %).

### Florida
Während der in seiner Amtszeit beschränkte Charlie Crist die Wahl zum Senator plant, lief der Kampf um die republikanische Nominierung auf Bill McCollum, den amtierenden Attorney General, sowie Rick Scott, einen Unternehmer aus der Gesundheitsbranche, hinaus. In letzten Umfragen lagen Scott und McCollum in etwa gleichauf. Die Vorwahlen fanden am 24. August statt.
Die demokratische Finanzministerin (Chief Financial Officer) von Florida, Alex Sink, hatte innerhalb ihrer Partei keinen ernsthaften Gegenkandidaten mehr, nachdem der Künstler und Autor Michael Edward Arth angekündigt hatte, sich nicht mehr um die demokratische Nominierung zu bemühen, sondern als Unabhängiger anzutreten.
Letzten Umfragen zufolge lieferten sich beide Kandidaten der Republikaner ein Kopf-an-Kopf-Rennen mit Sink.
Scott erreichte schließlich 48,9 % und lag somit 1,2 % vor Sink.

### Georgia

Mehrheiten nach County:

Laut Umfragen war die Nachfolge des in seiner Amtszeit beschränkten Republikaners Sonny Perdue offen. Seine Partei wies mit John Oxendine, dem Versicherungsbeauftragten der Staatsregierung, der ehemaligen Secretary of State Karen Handel und dem Kongressabgeordneten Nathan Deal drei aussichtsreiche Kandidaten auf. Bei den Vorwahlen am 20. Juli setzte sich Handel (unterstützt von Sarah Palin) vor Deal (unterstützt von Newt Gingrich) durch. Allerdings erreichte sie nicht die erforderlichen 50 %, um als Kandidatin der Republikaner festzustehen. Daher kam es am 10. August zu einer Stichwahl zwischen Handel und Deal, die letzterer mit 0,4 Prozentpunkten Vorsprung gewann.
Bei den Demokraten strebte Roy Barnes, Gouverneur von 1999 bis 2003, eine Rückkehr in dieses Amt an. Bei den Vorwahlen am 20. Juli setzte er sich deutlich gegen Thurbert Baker, den Attorney General von Georgia, durch.
Nach letzten Umfragen lag Deal neun Prozentpunkte vor Barnes.
Deal siegte mit 53 % der Stimmen.

### Hawaii
Für die Republikaner wollte Vizegouverneur James Aiona der amtszeitbeschränkten Linda Lingle ins Amt folgen. Sein Gegenkandidat war der Kongressabgeordnete Neil Abercrombie, der sich in den Vorwahlen der Demokraten gegen den ehemaligen Bürgermeister von Honolulu, Mufi Hannemann, durchsetzen konnte. Hawaii galt als Hochburg der Demokraten, was sich auch in den Umfragen zur Gouverneurswahl widerspiegelte: Sowohl Abercrombie als auch Hannemann lagen lange Zeit jeweils mehr als 20 Prozentpunkte vor Aiona. Zuletzt betrug Abercrombies Vorsprung noch etwa 8 Prozentpunkte.
Bei der Wahl entfielen 58,2 % auf Abercrombie, 41,1 % auf Aiona.

### Idaho
Amtsinhaber Butch Otter trat zur Wiederwahl an. Kandidat der Demokraten wurde der ehemalige Harvard-Professor Keith G. Allred. Idaho war ein stark republikanisch geprägter Bundesstaat, Otter lag in Umfragen etwa 20 % vor Allred. Dies widerspiegelte sich auch in der Wahl, bei der Otter 59,1 % der Stimmen gewann. Sein Herausforderer Allred kam auf 32,9 %. Die Wahlbeteiligung lag bei 57,9 %.

### Illinois
Pat Quinn, Nachfolger des seines Amtes enthobenen Rod Blagojevich, wollte sich um eine zweite Amtszeit bewerben, musste allerdings gegen State Comptroller Daniel Hynes um die demokratische Nominierung kämpfen. In Umfragen galt Hynes als der aussichtsreichere Kandidat für den Sieg bei der eigentlichen Gouverneurswahl. Bei den Vorwahlen setzte sich letztendlich Quinn knapp gegen Hynes durch.
Die republikanische Nominierung war völlig offen. Jim Ryan, Attorney General von Illinois, die Staatssenatoren Bill Brady und Kirk W. Dillard sowie Andrew McKenna, ehemaliger Parteivorsitzender in Illinois, lagen in den Umfragen etwa gleichauf. Die Vorwahlen konnte Bill Brady für sich entscheiden.
In Umfragen zur Hauptwahl lag Brady leicht vor dem Amtsinhaber Quinn; der Kandidat der Illinois Green Party, Rich Whitney, konnte zuletzt mit etwa 10 % der Stimmen rechnen.

### Iowa
Der demokratische Amtsinhaber Chet Culver hat erneut kandidiert. Bei den republikanischen Vorwahlen setzte sich der ehemalige Gouverneur Terry Branstad durch. In Umfragen lag Branstad deutlich vor Culver.

### Kalifornien
Die kalifornischen Vorwahlen für die Gouverneurswahl am 2. November 2010, zu der der im Oktober 2003 ins Amt gewählte Republikaner Arnold Schwarzenegger nach seiner zweiten Amtszeit nicht erneut antreten darf, fanden am 8. Juni 2010 statt. Auf republikanischer Seite gewann Meg Whitman, 1998 bis 2008 CEO von eBay, mit 64,2 % der abgegebenen Stimmen, während sich bei den Demokraten Jerry Brown, seit 2007 Attorney General des Bundesstaates, der bereits von 1975 bis 1983 das Gouverneursamt innegehabt hatte, mit 84,1 % der abgegebenen Stimmen durchsetzte.
Die Grünen schickten Laura Wells, die Libertarian Party Dale F. Ogden, die American Independent Party Chelene Nightingale und die kalifornische Peace and Freedom Party Carlos Alvarez ins Rennen. Umfragen sagten ein knappes Rennen zwischen Whitman und Brown voraus.

### Kansas
Nachdem Mark Parkinson auf die zur Gesundheitsministerin ernannte Kathleen Sebelius folgte, steht der nächste Wechsel im höchsten Staatsamt bevor, da der vormalige Vizegouverneur nicht zur Wiederwahl antreten wird. Großer Favorit auf die Nachfolge ist der republikanische Senator Sam Brownback, dessen Nominierung innerhalb seiner Partei nur Formsache sein dürfte. Brownback lag zuletzt etwa 30 % vor dem voraussichtlichen demokratischen Kandidaten Tom Holland, Mitglied des Senats von Kansas.

### Maine
Für die Nachfolge des demokratischen Gouverneurs John Baldacci bewarb sich Libby Mitchell, Präsidentin des Staatssenats.
Bei den Republikanern konnte Paul LePage, der Bürgermeister von Waterville die Vorwahlen deutlich gewinnen.
Eliot Cutler, ein unabhängiger Kandidat und Anwalt, konnte in zuletzt laut Umfragen Zuspruch gewinnen und lag bei etwa 15 %. Deutlich mehr Demokraten als Republikaner hätten Cutler gewählt, weshalb LePage etwa 5–10 % vor Mitchell lag.

### Maryland
Der seit 2007 amtierende Martin O’Malley stand vor einer erneuten Kandidatur und wird aller Voraussicht nach auf seinen republikanischen Vorgänger Robert L. Ehrlich treffen. Dieser galt als großer Favorit auf die Nominierung, nachdem Michael Steele, ehemaliger Vizegouverneur von Maryland und jetziger Vorsitzender des Republican National Committee, angekündigt hatte, sich nicht um das Gouverneursamt zu bewerben. Umfragen sahen O’Malley gleichauf mit Ehrlich.

### Massachusetts
Der Demokrat Deval Patrick, seit 2007 im Amt, hat erneut kandidiert. Seine Wiederwahl war jedoch unsicher, zumal mit Finanzminister Tim Cahill ein ehemaliger innerparteilicher Rivale nun als Unabhängiger antrat. In Umfragen zur demokratischen Nominierung lag Cahill zuvor gegenüber Patrick in Führung. Die Republikaner gingen mit dem Geschäftsmann Charlie Baker ins Rennen, die Green-Rainbow Party mit Jill Stein. Patrick lag in Umfragen leicht vor Baker, Cahill kam auf etwa 10 %, Stein auf ca. 3 %.

### Michigan
Die Amtszeitbeschränkung der demokratischen Gouverneurin Jennifer Granholm sorgte für ein großes Feld an potenziellen Bewerbern für die Nachfolge. Vizegouverneur John D. Cherry gehörte nicht mehr dazu: Er erklärte im Januar 2010 seinen Verzicht. Die Vorwahlen gewann Virg Bernero, der Bürgermeister von Lansing, gegen Andy Dillon, den Vorsitzenden des Repräsentantenhauses von Michigan.
Die republikanische Nominierung sicherte sich der politisch unerfahrene Geschäftsmann Rick Snyder, der die Primary gegen den Kongressabgeordneten Pete Hoekstra, Attorney General Mike Cox, den Sheriff des Oakland County, Mike Bouchard, sowie Staatssenator Tom George gewann. Snyder wurde von William Clay Ford, dem Vorsitzenden der in Michigan ansässigen Ford Motor Company, unterstützt und lag nach letzten Umfragen 20 Prozentpunkte vor Bernero.

### Minnesota
Tim Pawlenty kandidierte nicht erneut als Gouverneur. Es wurde spekuliert, ob er 2012 als republikanischer Präsidentschaftsbewerber antritt. Auch der frühere Senator Norm Coleman stand nicht auf dem Wahlzettel, sodass die Nominierung der Republikaner lange Zeit offen war. Der zunächst in den Umfragen führende Marty Seifert unterlag letztlich Tom Emmer, einem Abgeordneten im Repräsentantenhaus von Minnesota.
Auch die Demokratische Partei konnte sich zunächst nicht auf einen Kandidaten einigen. Beim Nominierungsparteitag gewann der ehemalige Senator Mark Dayton knapp gegen Margaret Anderson Kelliher, Sprecherin des Repräsentantenhauses von Minnesota, und Matt Entenza, ehemals Minderheitsführer im Staatsparlament.
Die Independence Party of Minnesota, die mit Jesse Ventura schon einmal den Gouverneur stellte, nominierte Tom Horner. Er konnte laut letzten Umfragen mit bis zu 12 % der Stimmen rechnen, während Mark Dayton leicht vor Tom Emmer lag.

### Nebraska
Der Republikaner Dave Heineman, seit 2005 im Amt, kandidierte erneut. Sein demokratischer Gegner war der Anwalt Mike Meister, nachdem der Geschäftsmann Mark Lakers, klarer Sieger der Vorwahlen, seine Kandidatur zurückgezogen hatte. Nebraska galt als republikanische Hochburg. Heineman kam in Umfragen auf etwa 70 %, Meister auf etwa 20 %.

### Nevada
Amtsinhaber Jim Gibbons stand die Möglichkeit einer erneuten Kandidatur offen, doch dies war angesichts von schlechten Umfragewerten und Skandalen sehr fraglich. Brian Sandoval, ehemaliger Attorney General von Nevada, der in Umfragen deutlich vor dem demokratischen Kandidaten Rory Reid (Sohn von Senator Harry Reid) lag, besiegte Gibbons letztendlich in den Vorwahlen deutlich. Der demokratische Bürgermeister von Las Vegas, Oscar B. Goodman, erklärte im Januar 2010 seinen Verzicht auf eine Kandidatur als Unabhängiger; er lag in den Umfragen zeitweise gleichauf mit Sandoval.

### New Hampshire
Der Demokrat John Lynch, bereits zweimal siegreich, galt nach Umfragen erneut als klarer Favorit. Offiziell gab es bei den Republikanern bislang nur politisch unerfahrene Kandidaten (John Stephen, Jack Kimball und Karen Testerman). Der ehemalige republikanische Senator John E. Sununu lehnte ein Antreten ab.

### New Mexico
Bill Richardson kann nach zwei Amtsperioden nicht wiedergewählt werden. Die bisherige Vizegouveurin Diane Denish trat als Kandidatin ihrer Partei an. Der Schauspieler Val Kilmer gehörte ebenfalls zum Kandidatenkreis, erklärte aber frühzeitig seinen Verzicht.
Bei den Republikanern wurden die Kongressabgeordneten Steve Pearce und Heather Wilson als Gegenkandidaten in Betracht gezogen, doch beide lehnten ab. Die parteiinternen Vorwahlen konnte Susana Martinez, Bezirksanwältin von Doña Ana County, deutlich gewinnen. Umfragen sahen ein knappes Rennen zwischen Denish und Martinez.

### New York
David Paterson folgte im Jahr 2008 dem zurückgetretenen Eliot Spitzer ins Amt und hatte zunächst erklärt, erneut kandidieren zu wollen. Allerdings galt er in New York als sehr unpopulär, auch unter demokratischen Wählern, was letztlich dazu führte, dass er seine Bewerbung zurückzog. An seiner Stelle kandidierte für die Demokraten der ehemalige Bauminister und jetzige Attorney General des Staates, Andrew Cuomo. Ihm wurden die deutlich besseren Chancen gegenüber dem aktuellen republikanischen Favoriten auf die Nominierung, dem Kongressabgeordneten Rick Lazio, eingeräumt. In Umfragen lag Cuomo etwa 30 % vor Lazio, der in der republikanischen Primary auf den Geschäftsmann Carl Paladino trifft. Der ehemalige Bürgermeister von New York City, Rudy Giuliani, trat nicht an.

### Ohio
Umfragen deuteten auf einen Machtwechsel in Columbus hin. Der demokratische Amtsinhaber Ted Strickland trat erneut an, geriet allerdings zuletzt deutlich gegenüber dem ehemaligen republikanischen Kongressabgeordneten John Kasich ins Hintertreffen: Kasich lag Umfragen zufolge etwa 5 % vor Strickland.

### Oklahoma
Die Nachfolge des amtszeitbeschränkten Brad Henry wollte dessen Vizegouverneurin Jari Askins antreten, die damit erste Gouverneurin des Staates wäre. Nachdem sie in Umfragen lange hinter Attorney General Drew Edmondson gelegen hatte, konnte sie diesen in der demokratischen Vorwahl letztlich mit 0,6 Prozentpunkten Vorsprung besiegen. Allerdings wurden ihr nur geringe Chancen eingeräumt, die republikanische Favoritin Mary Fallin zu besiegen, derzeitige Kongressabgeordnete und Askins’ Vorgängerin als Vizegouverneurin, die in den Umfragen deutlich führte.

### Oregon
Da Ted Kulongoski nicht erneut kandidieren konnte, musste seine Demokratische Partei sich auf einen anderen Kandidaten einigen. Dies sollte Kulongoskis Vorgänger John Kitzhaber sein. Der ehemalige Secretary of State, Bill Bradbury, bewarb sich ebenfalls um die Nominierung, unterlag in den Vorwahlen aber Kitzhaber. Der Kandidat der Republikaner war der ehemalige NBA-Basketballer Chris Dudley. Umfragen deuteten auf einen engen Ausgang des Rennens hin.

### Pennsylvania
Auch in Pennsylvania galt ein Wechsel von den Demokraten zu den Republikanern als wahrscheinlich. Amtsinhaber Ed Rendell konnte nicht erneut kandidieren. Aus den Vorwahlen ging der Chief Executive von Allegheny County, Dan Onorato, deutlich als Sieger hervor. Attorney General Tom Corbett, der Kandidat der Republikaner, lag in Umfragen etwa 10 % vor Onorato.

### Rhode Island
Dass das Gouverneursamt in dem liberalen Neuenglandstaat angesichts der Amtszeitbeschränkung von Donald Carcieri in republikanischer Hand bleibt, galt als unwahrscheinlich. Dementsprechend gab es auch noch keinen offiziellen Kandidaten der Partei, wobei John Robitaille und Victor Moffitt die besten Chancen eingeräumt werden. Allerdings stand mit dem ehemaligen Senator Lincoln Chafee ein aussichtsreicher ehemaliger Republikaner als Unabhängiger zur Wahl. Sein aussichtsreichster demokratischer Konkurrent war Finanzminister Frank T. Caprio. In Umfragen lagen Chafee und Caprio gleichauf, die Kandidaten der Republikaner etwa 10 % zurück.

### South Carolina
Vier Republikaner kämpften um die Nachfolge von Mark Sanford, der nicht mehr kandidieren konnte: sein Vizegouverneur André Bauer, Attorney General Henry McMaster, der Kongressabgeordnete J. Gresham Barrett und die Abgeordnete des Repräsentantenhaus von South Carolina, Nikki Haley. Haley, die die Vorwahlen gewinnen konnte, war die erste Gouverneurin indisch-amerikanischer Herkunft von South Carolina und die erste Frau in diesem Amt. Sie wurde von Sarah Palin unterstützt. Haley lag etwa 15 Prozentpunkte vor dem demokratischen Bewerber Vincent Sheheen, Mitglied des Staatssenats.

### South Dakota
Auch nach Ende der Amtszeit von Mike Rounds sollten die Republikaner voraussichtlich den Gouverneur stellen. Vizegouverneur Dennis Daugaard von den Republikanern traf auf Minority Leader Scott Heidepriem. Daugaard lag in Umfragen rund 30 Prozentpunkte vor Heidepriem.

### Tennessee
Mit Phil Bredesen schied auch hier der Gouverneur aus dem Amt. Mit dem Kongressabgeordneten Zach Wamp, Vizegouverneur Ron Ramsey sowie Bill Haslam, dem Bürgermeister von Knoxville, gab es gleich drei namhafte republikanische Anwärter. In der Primary setzte sich schließlich Haslam vor Wamp und Ramsey durch. Der demokratische Kandidat war der Geschäftsmann Mike McWherter, Sohn des früheren Gouverneurs Ned McWherter. Dass Amtsinhaber Bredesen ein Demokrat folgt, schien nach Meinungsumfragen zweifelhaft: Die republikanischen Kandidaten lagen etwa 20 Prozentpunkte vor McWherter.

### Texas
Nachdem das Rennen um die republikanische Nominierung zeitweise offen geschienen hatte, konnte Amtsinhaber Rick Perry, der bereits jetzt der Gouverneur mit der längsten Amtszeit in der Geschichte von Texas ist, Senatorin Kay Bailey Hutchison in den Vorwahlen deutlich besiegen. Die Demokratische Partei ging mit Bill White, dem langjährigen Bürgermeister von Houston, ins Rennen. Perry lag laut aktuellen Meinungsumfragen sicher vor White.

### Utah
In Utah, das seit 25 Jahren republikanisch regiert wird, stand der für Jon Huntsman ins Amt nachgerückte Gary Herbert vor seiner ersten eigenen Kandidatur. Er traf auf den Demokraten Peter Corroon, Bürgermeister des Salt Lake County. Herbert lag in Umfragen ca. 30 % vor Corroon.

### Vermont
Nach der Ankündigung des republikanischen Gouverneurs Jim Douglas, nicht erneut zu kandidieren, galt der Neuenglandstaat als vorrangiges Ziel der Demokraten für einen Machtwechsel. Unklar war aber noch, wer der Kandidat sein wird; zum Kreis gehören Ex-Vizegouverneur Doug Racine, die Secretary of State Deborah Markowitz und der Senator Peter Shumlin. Für die Republikaner trat Vizegouverneur Brian Dubie an.

### Wisconsin
Mit Jim Doyle trat der amtierende demokratische Gouverneur nicht wieder an. Auch Vizegouverneurin Barbara Lawton verzichtete, ebenso Senator Herb Kohl sowie die Kongressabgeordneten Tammy Baldwin und Ron Kind, weshalb Tom Barrett, der Bürgermeister von Milwaukee, als uneingeschränkter Favorit auf die Nominierung galt.
Die Republikaner haben bislang die Wahl zwischen dem ehemaligen Kongressabgeordneten Mark Neumann und Scott Walker, dem Chef der Regierung (County Executive) im Milwaukee County, wobei letzterem bessere Chancen eingeräumt wurden. In letzten Umfragen lag Walker knapp vor Barrett.

### Wyoming
Amtsinhaber Dave Freudenthal konnte nach zwei Amtsperioden nicht erneut kandidieren. Für die Demokraten trat Leslie Petersen, die Vorsitzende der Demokraten in Wyoming, an. Auf der republikanischen Seite gewann der ehemalige Bundesstaatsanwalt von Wyoming, Matt Mead, die Vorwahlen knapp vor Rita Meyer, die das Amt des State Auditor bekleidete.
Umfragen zufolge sollte es in Wyoming zu einem Machtwechsel kommen, da die republikanischen Kandidaten etwa 20 Prozentpunkte vor den Demokraten lagen.

## Weitere Wahlen
Auch in zwei Außengebieten standen Gouverneurswahlen an. Dabei konnte Felix Perez Camacho, der republikanische Gouverneur von Guam, nach zwei Amtszeiten nicht erneut kandidieren. Für die Demokraten trat Camachos Vorgänger Carl T. C. Gutierrez an, für die Republikaner Eddie B. Calvo.
Derweil konnte John de Jongh, der demokratische Amtsinhaber auf den Jungferninseln, eine zweite Amtsperiode anstreben. Überdies wurde im Bundesdistrikt Washington, D.C. der Bürgermeister gewählt, wobei der Demokrat Adrian Fenty sich um die Wiederwahl bewarb. Angesichts der Stärke der Demokraten in der Hauptstadt nahm die Primary die eigentliche Wahl vorweg; mit Vincent C. Gray, Mitglied des Stadtrates, traf Fenty dabei auf einen ernsthaften Gegenkandidaten.

## Umfragen
- Real Clear Politics
- Dave Leip’s Atlas of U.S. Presidential Elections